# ドミニク・ゴーモン
ドミニク・ゴーモン（Dominique Gaumont、1953年1月8日 - 1983年11月10日）は、マイルス・デイヴィス、アート・アンサンブル・オブ・シカゴ、ミシェル・ポルタルなどの著名なミュージシャンと一緒に演奏したフランスのジャズ・ギタリストである。

## 略歴
ドミニク・ゴーモンは、1953年1月8日に元ガイアナの政治家エドゥアール・ゴーモンの息子としてパリのサン＝マンデで生まれた。
音楽を学んだ後、エレクトリックギター、特にジミ・ヘンドリックスに惹かれ、1970年に公の場で演奏を始めた。
1974年、トランペット奏者のマイルス・デイヴィスに招かれ、バンドに参加してアメリカをツアーした。デイヴィスは「ドミニクは私にアフリカのリズミカルなものを与えてくれた」と言ったと伝えられている。ゴーモンは1974年3月にニューヨークのカーネギー・ホールで録音されたアルバム『ダーク・メイガス』に参加。その後の1974年のスタジオ・セッションにてデイヴィスとレコーディングを行い、アルバム『ゲット・アップ・ウィズ・イット』と、後のアーカイブ・リリースである『ザ・コンプリート・オン・ザ・コーナー・セッションズ』としてリリースされた。1975年にパリに戻り、Lucien Sombe（ベース）とJoe Harmer（ドラム）とで、自身のバンド「Le Dominique Gaumont Energy」を結成。同名アルバムをリリースした。
また、ブラック・アーティスツ・グループ、アート・アンサンブル・オブ・シカゴ、ヒューマン・アーツ・アンサンブル、ミシェル・ポルタルとも共演している。
1983年11月10日、薬物の過剰摂取により30歳で亡くなった。

## ディスコグラフィ

### リーダー・アルバム
- Energy (2014年、Selmer)

### マイルス・デイヴィス
- 『ゲット・アップ・ウィズ・イット』 - Get Up With It (1974年、Columbia)
- 『ダーク・メイガス』 - Dark Magus (1977年、Columbia) ※1974年録音
- 『ザ・コンプリート・オン・ザ・コーナー・セッションズ』 - The Complete on the Corner Sessions (2007年、Columbia) ※1974年のゴーモンの録音も収録